# (2939) Coconino
(2939) Coconino – planetoida z grupy pasa głównego asteroid okrążająca Słońce w ciągu 3 lat i 298 dni w średniej odległości 2,44 j.a. Została odkryta 21 lutego 1982 roku w Lowell Observatory (Anderson Mesa Station) przez Edwarda Bowella. Nazwa planetoidy pochodzi od Hrabstwa Coconino, którego stolicą jest Flagstaff, gdzie znajduje się Lowell Observatory. Słowo Coconino w języku Indian Hopi odnosi się głównie do Supajów i Hualapajów, narodów indiańskich żyjących na zachód od Hopi. Przed nadaniem nazwy planetoida nosiła oznaczenie tymczasowe (2939) 1982 DP.